# I am Breathing
Blot et åndedrag er en dansk dokumentarfilm fra 2013 med instruktion og manuskript af Emma Davie og Morag McKinnon.

## Handling
En intim dokumentarfilm om livet, døden, kærligheden og håbet i skikkelse af grænsebrydende videnskab. Det er også en film om at være en god far - også når man ikke er der længere. Den handler om Neil Platt, en ung, kvik og energisk mand fra Yorkshire, som har fået konstateret ALS (amyotrofisk lateral sklerose). Neil er nu nødt til at kommunikere fra sit Lammelseslimbo midtvejs mellem liv og død.